# Oleh Krysa
 (mai 2018).
Si vous disposez d'ouvrages ou d'articles de référence ou si vous connaissez des sites web de qualité traitant du thème abordé ici, merci de compléter l'article en donnant les références utiles à sa vérifiabilité et en les liant à la section « Notes et références ».
Oleh Krysa (en ukrainien : Олег Криса ; né le 1er juin 1942 à Uchanie, dans le Gouvernement général de Pologne) est un violoniste ukrainien, naturalisé américain.